# Grotten van Liang Lemdubu en Liang Nabulei Lisa
De grotten van Liang Lemdubu en Liang Nabulei Lisa zijn kalksteengrotten op Pulau Kobroor, onderdeel van de Aru-eilanden in Indonesië. Op basis van archeologische vondsten in deze grotten heeft men een beeld gekregen van het klimaat en de samenstelling van de flora en fauna van de Aru-eilanden tijdens het Laat-Pleistoceen en de eerste fase van het Holoceen. 

## Geografie van de Aru-eilanden in het Pleistoceen
Door het botsen van de Australische plaat met de Euraziatische plaat tijdens het Kenozoïcum werd de Nieuw-Guinese regio omhoog geduwd, waarbij in het Plioceen en Pleistoceen grotere delen boven de zeespiegel kwamen te liggen. Dit nieuwe land bestond uit afzettingen van zandsteen en (mergel)kalksteen. De Aru-eilanden liggen op de rand van het Australische continentale plat. De zeeën ten oosten van de eilandengroepen zijn dan ook relatief ondiep, terwijl de zeeën ten westen van de eilanden veel dieper zijn. 
In de Voorlaatste IJstijd (tot 140.000 ka) lag het zeeniveau 110 meter lager. Tijdens de Laatste IJstijd (70.000-12.000 jaar geleden) lag het zeeniveau tussen 70.000 en 40.000 jaar geleden vijftig tot negentig meter lager en tijdens het Laatste Glaciale Maximum – het moment tijdens de Laatste IJstijd dat wereldwijd het meeste water als ijs was opgeslagen – rond 20.000 jaar geleden wederom circa 110 meter lager. Doordat de zeespiegel tijdens zowel de Voorlaatste IJstijd als de Laatste IJstijd lager lag dan tegenwoordig vormden de Aru-eilanden een kalksteenplateau in de Carpentaria-vlakte, ook wel aangeduid als de Arafura-landbrug of Torresische vlakte, tussen Australië en Nieuw-Guinea. 
De landmassa die destijds Australië, Nieuw-Guinea, Tasmanië en kleinere omliggende eilanden omvatte, wordt aangeduid als Sahoel. Grote delen van noordelijk Sahoel waren bedekt met boomsavannes. Langs rivieren lagen geïsoleerde gebieden met natter en dichter bos. Tijdens het Laatste Glaciale Maximum waren deze regenwoud- en draslandgebieden op hun kleinst. 
Tijdens het Derde Interglaciaal en na de Laatste IJstijd steeg de zeespiegel naar een niveau dat vergelijkbaar is met dat van tegenwoordig. De klimaatsveranderingen leidden tot het uitbreiden van de regenwouden ten koste van de boomsavannes. Met het stijgen van de zeespiegel werden de Aru-eilanden ongeveer 14.000 jaar geleden gescheiden van Australië, en ongeveer 11.500 jaar geleden van Nieuw-Guinea. Tot 6.000 jaar geleden was Nieuw-Guinea nog verbonden met Australië, totdat de zeespiegel het hedendaagse niveau bereikte en de eilanden werden gescheiden.

## Vondsten
In de kalksteengrotten van Liang Lemdubu en Liang Nabulei Lisa zijn skeletresten gevonden van diverse diersoorten. De skeletresten zijn met name het resultaat van menselijke activiteit in de vorm van bejaging en consumptie. Materiaal van middelgrote tot grote dieren zoals kangoeroes, koeskoezen, pythons en varanen overheerst, en bovendien worden geen tandafdrukken op de botten gevonden. Skeletresten van kleinere knaagdieren en vleermuizen zijn mogelijk afkomstig van gedode prooien van roofvogels of roofdieren, die de grotten als rustplaats gebruikten of van dieren die in de grotten een natuurlijke dood stierven. Hetzelfde geldt voor de skeletresten in de onderste lagen van Liang Lemdubu, waarin bewijs voor menselijke activiteit ontbreekt. 
Het zoogdiermateriaal is in detail bestudeerd. Daarnaast is ook materiaal gevonden van andere diergroepen, maar dit is minder uitvoerig onderzocht en omvat resten van de helmkasuaris, pythons, ringslangachtigen, varanen, skinken, een krokodil, zoetwater-schildpadden, kikkers, schaaldieren en weekdieren.

### Zoogdieren
(† betekent lokaal uitgestorven)
- Buideldieren:

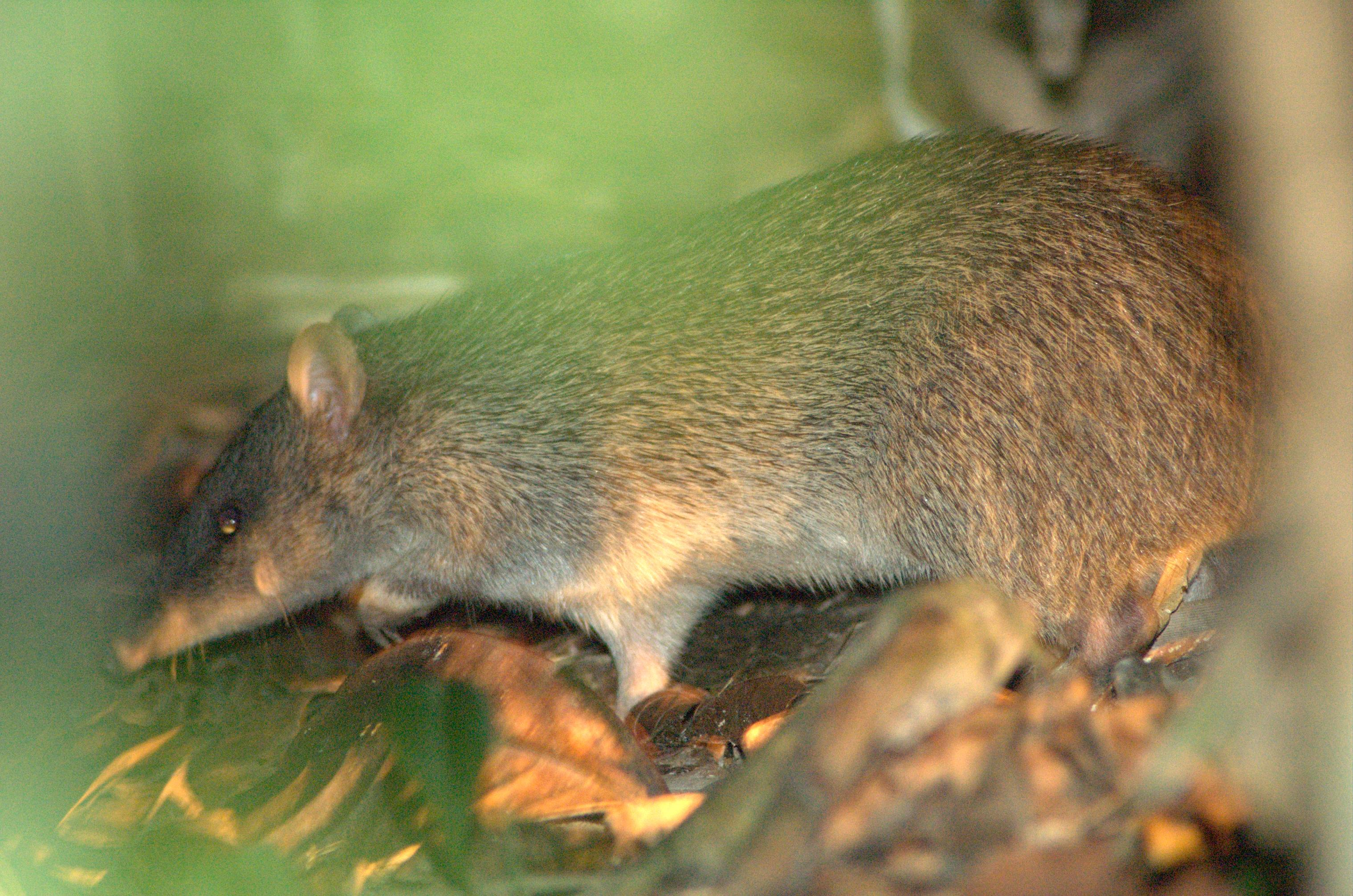
Grote kortneusbuideldas

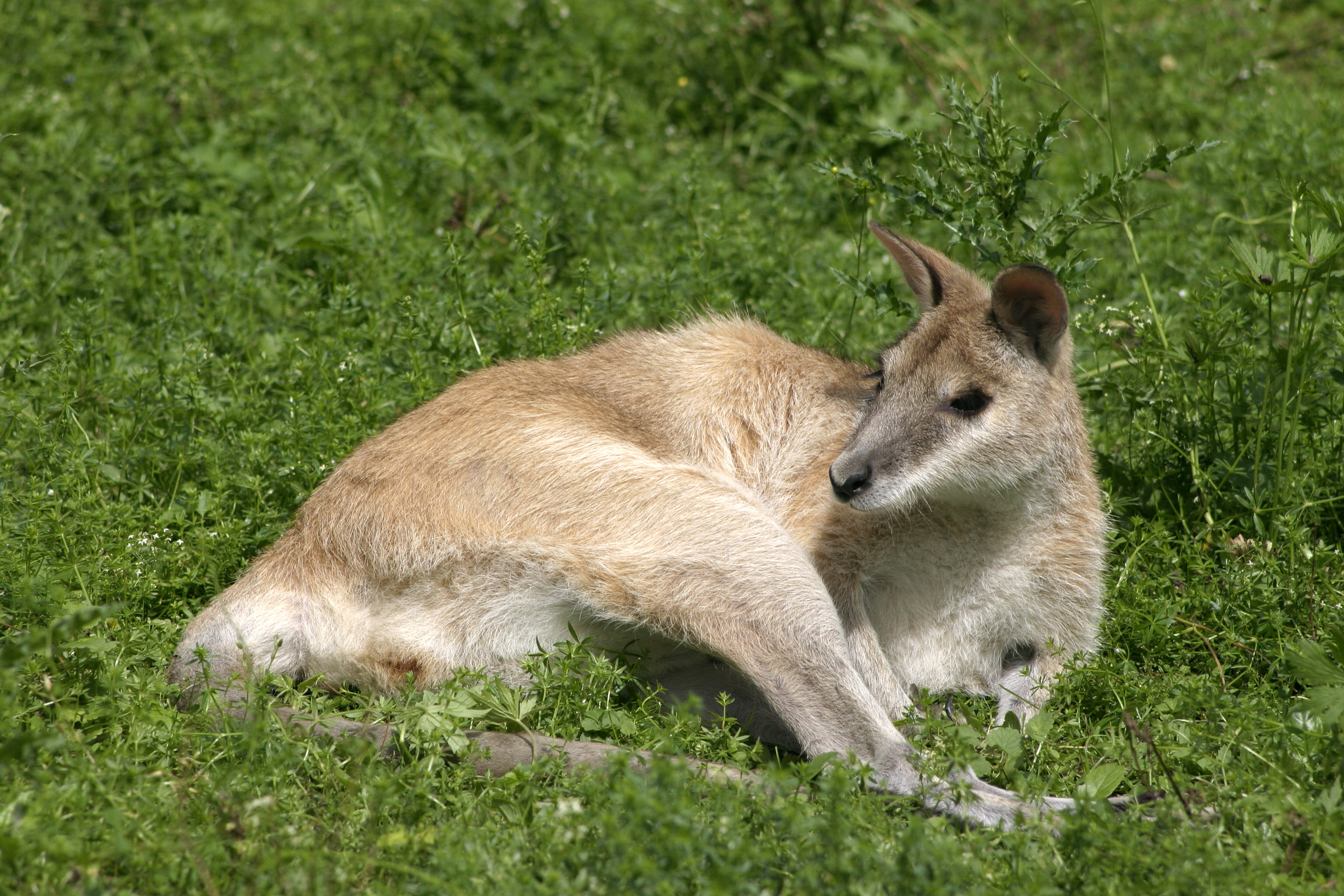
Zandwallabie

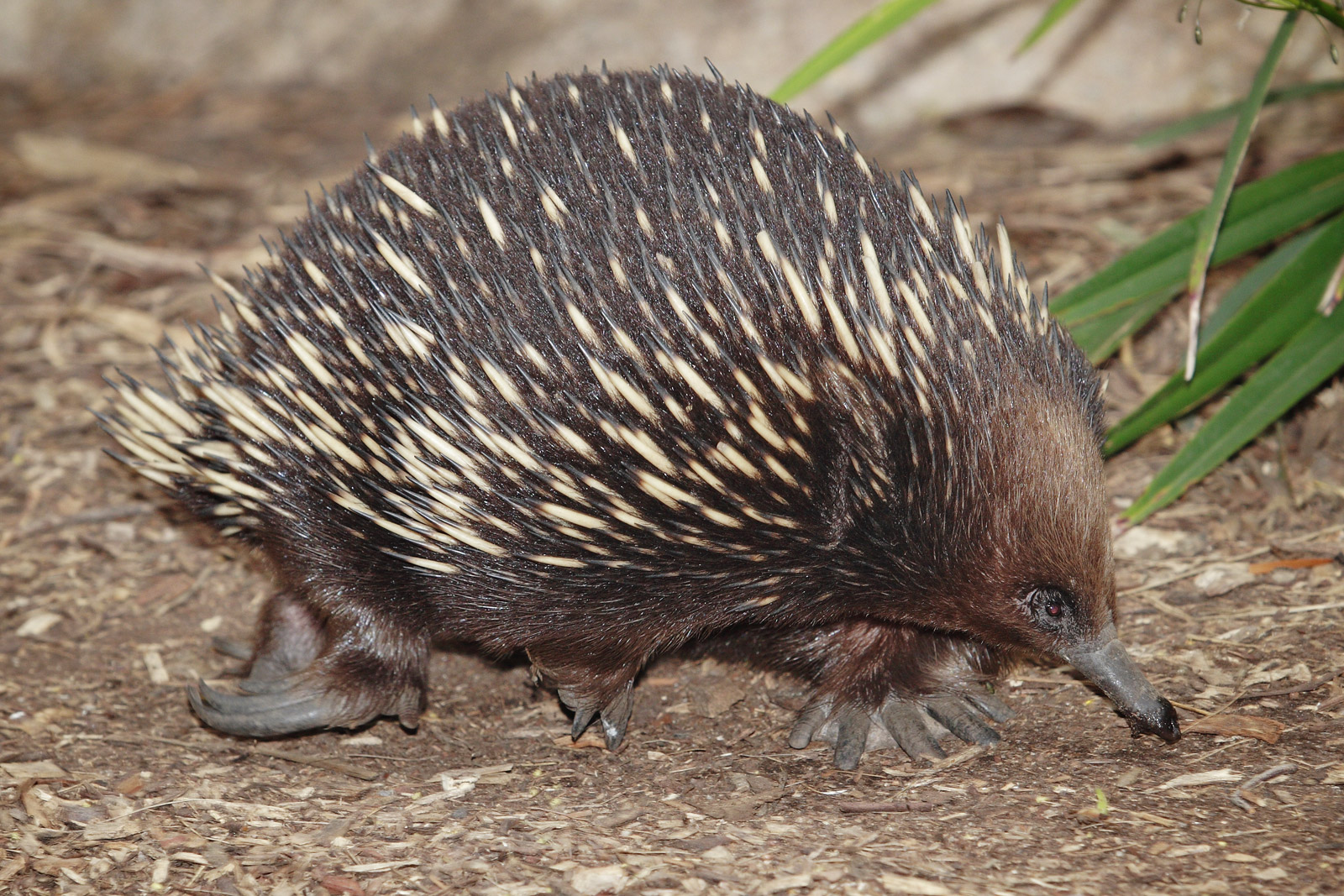
Mierenegel

  - Nieuw-Guinese gevlekte buidelmarter (Dasyurus albopunctatus) †
  - gestreepte buidelmarter (Myoictis wallacei)
  - rode stekelbuideldas (Echymipera rufescens)
  - grote kortneusbuideldas (Isoodon macrourus) †
  - langneusbuideldas (Peroryctes sp.) †
  - gestreepte buideleekhoorn (Dactylopsila trivirgata)
  - grondkoeskoes (Phalanger gymnotis)
  - zuidelijke grijze koeskoes (Phalanger mimicus)
  - gevlekte koeskoes (Spilocuscus maculatus)
  - De Bruijnpademelon (Thylogale brunii)
  - roodpootpademelon (Thylogale stigmatica) †
  - struikwallabie (Dorcopsis sp.) †
  - zandwallabie (Notamacropus agilis) †
- Knaagdieren:
  - cf. Melomys burtoni †
  - Parahydromys asper †
  - Paramelomys naso
  - Pogonomys sp. †
  - cf. Pseudomys nanus †
  - Rattus sordidus †
  - mozaïekstaartrat (Uromys caudimaculatus)
- Vleermuizen:
  - Dobsonia moluccensis
  - vliegende vos (Pteropus sp.)
  - cf. Chaerephon jobensis †
  - Hipposideros diadema
- Overige zoogdieren:
  - mierenegel (Tachyglossus aculeatus) †
  - Javaans hert (Cervus timorensis)
  - wild zwijn (Sus scrofa)

De lokaal uitgestorven soorten zijn veelal savannebewoners, zoals de zandwallabie, grote kortneusbuideldas, Melomys burtoni, Pseudomys nanus en Rattus sordidus. Deze soorten verdwenen toen de savannes na de laatste ijstijd plaatsmaakten voor regenwouden. Van regenwoudtaxa als de gevlekte buidelmarter en struikwallabie is de reden van het lokale uitsterven minder duidelijk.

## Liang Lemdubu
De vondsten van Liang Lemdubu zijn in 31 lagen en drie fases in te delen. 
De eerste fase (28.000-20.000 jaar geleden) omvat de diepste lagen (31-19). Vanaf laag 28 is er bewijs voor menselijke activiteit. De samenstelling van de fauna met soorten als de grote kortneusbuideldas, zandwallabie en Rattus sordidus wijst er op dat in deze fase droge en open vegetatie, waarschijnlijk boomsavannes, dominant waren. De aanwezigheid van soorten uit regenwouden of dichte galerijbossen zoals de stekelbuideldas, koeskoezen, pademelons en grijpstaartrat in de lagen geeft aan dat er ook gebieden met nattere en dichtere vegetatie waren, vermoedelijk langs rivieren. De omvang van deze gebieden was vermoedelijk beperkt gezien het sporadische voorkomen van grotere regenwoudsoorten als de struikwallabie en de helmcasuaris. 
De tweede fase (20.000-9.000 jaar geleden) omvat de middelste lagen (18-5). Deze fase viel samen met het Laatste Glaciale Maximum en dit is in de fauna terug te zien: de savannetaxa worden algemener, terwijl de regenwoudsoorten in aantal afnemen. Zo maakt de De Bruijnpademelon als bewoner van regenwouden grotendeels plaats voor de roodpootpademelon, die met name langs bosranden leeft. De zandwallabie wordt algemener, terwijl de koeskoezen, vleerhonden en varanen minder aanwezig zijn. Verder wordt na laag 17 van de helmcasuaris geen materiaal (botten en/of eierschalen) meer aangetroffen. 
De derde fase (Midden-Holoceen) omvat de bovenste lagen (4-1) en heeft een faunasamenstelling die grotendeels overeenkomt met die van tegenwoordig. Door het uitbreiden van de regenwouden ten koste van de savannes nemen de aantallen koeskoezen en vleerhonden weer toe, wordt de De Bruijnpademelon de algemeenste kangoeroe en keert casuarismateriaal terug in de vondsten. Resten van varkens en honden passen bij de derde immigratiegolf van de oorspronkelijke bewoners van de eilandengroep.

## Liang Nabulei Lisa
De vondsten van Liang Nabulei Lisa zijn in 43 lagen en vier fases in te delen.  
De eerste fase (16.2-12 ka) omvat de diepste lagen (43-33). Het materiaal is met name afkomstig van kangoeroes en slangen. Buideldassen, koeskoezen en vleermuizen zijn in kleinere aantallen vertegenwoordigd. De De Bruijnpademelon domineert en ook de grote kortneusbuideldas is algemeen.  
In de tweede fase (12.000-10.200 jaar geleden) met de middelste lagen (32-26) nemen de De Bruijnpademelon, buideldassen en koeskoezen in aantal toe. De struikwallabie verdwijnt in deze fase, mogelijk als gevolg van bejaging of competitie met de pademelons. Materiaal van de helmcasuaris verschijnt in deze lagen. Aan het eind van de tweede fase stierven de grote kortneusbuideldas en de zandwallabie uit op de Aru-eilanden.  
In de derde fase (7.700-6.100 jaar geleden; lagen 25-10) is de roodpootpademelon nog aanwezig, maar heeft de fauna in grote lijnen dezelfde samenstelling als tegenwoordig.  
In de bovenste lagen uit de laatste duizend jaar verschijnt materiaal van de hond, het zwijn en het Javaans hert. De De Bruijnpademelon is de enige overgebleven kangoeroesoort. 